# Ikawhenua Range
Die Ikawhenua Range ist eine aus mehreren Gebirgsmassiven bestehende Gebirgskette in der Region Bay of Plenty, im nordöstlichen Teil der Nordinsel von Neuseeland.

## Geographie
Die Ikawhenua Range erstreckt sich von der Huiarau Range im Süden über eine Länge von ungefähr 60 km bis rund 20 km südsüdwestlich von Whakatāne. Im Osten wird die Gebirgskette durch den Whakatāne River begrenzt und im Westen durch den Rangitaiki River und seine in Teilen breite Ebene. Die höchste bekannte und benannte Erhebung stellt der im südlichen Teil der Bergkette befindliche Whakaipu mit seinen 1034 m dar.

## Geologie
Die Gebirgszüge der Ikawhenua Range bestehen hauptsächlich aus Grauwacke und im Norden in Teilen aus Ignimbrit des Matahina-Vulkan. Durch das Gebirge zieht sich in Nord-Süd-Richtung die Waiohau Fault, eine geologische Verwerfung, die als Fortsetzung der von Süden kommenden Ruahine Fault angesehen wird.